# Гамбийско-японские отношения
Гамбийско-японские отношения — официальные дипломатические отношения между Республикой Гамбия и Японией.

## История
Между Республикой Гамбия и Японией существуют официальные дипломатические отношения. Официальные дипломатические отношения между Республикой Гамбия и Японией были установлены 18 февраля 1965 года, в день, когда Япония признала независимость Гамбии.

## Официальные визиты на высоком уровне

### От Гамбии
Яхья Джамме, президент Гамбии (визит 2013 г.)

## Дипломатическое присутствие
Япония не представлена в Гамбии на уровне посольств. Япония представлена в Гамбии на консульском уровне через официальное консульство, которое она имеет в Банжуле, столице страны. Гамбия не представлена в Японии ни на уровне посольств, ни на консульском уровне.